# Aprilia
Aprilia – miasto i gmina we Włoszech, w regionie Lacjum, w prowincji Latina.
Według danych na rok 2004 gminę zamieszkiwało 56 458 osób, 319 os./km².

## Współpraca
- Buja, Włochy
- Montorio al Vomano, Włochy
- Sciacca, Włochy
- Bin Arus, Tunezja
- Tulcza, Rumunia
- Cingoli, Włochy
- Mostardas, Brazylia